# Sâncel (Alba)
Sâncel oder Sîncel (deutsch Simtschal, ungarisch Szancsal) ist eine rumänische Gemeinde im Kreis Alba in der Region Siebenbürgen.
Der Ort Sâncel ist auch unter den ungarischen Bezeichnungen Oláhszancsal und Böszörményszancsal bekannt.

## Geographische Lage

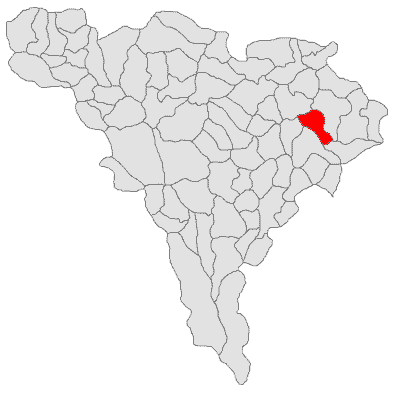
Lage der Gemeinde Sâncel im Kreis Alba

Die Gemeinde Sâncel liegt im Südwesten des Siebenbürgischen Beckens, an der Târnava Mică (Kleine Kokel). An der Bahnstrecke Blaj–Praid und der Kreisstraße (Drum județean) DJ 107 befindet sich der Ort Sâncel etwa 3 Kilometer nördlich von Blaj (Blasendorf); die Kreishauptstadt Alba Iulia (Karlsburg) liegt etwa 43 Kilometer südwestlich von Sâncel entfernt.

## Geschichte
Der Ort Sâncel wurde (nach unterschiedlichen Angaben) 1252 unter der Bezeichnung Terra Zonchel, oder 1300 erstmals urkundlich erwähnt. 1347 ist der Name Sâmcel bezeugt. Nach 1461 war der Ort ein rumänisches Hörigendorf mit rumänischer und ungarischer Bevölkerung und gehörte zur Domäne Langenthal im Komitat Klein-Kokelburg. Seit 1854 ist der Ort unter der Bezeichnung Sâncel bekannt.

## Bevölkerung
Die Bevölkerung der Gemeinde entwickelte sich wie folgt:
| 1850 | 2.778 | 2.557 | 59 | -  | 126            |
| 1910 | 3.296 | 3.101 | 98 | 24 | 73             |
| 1956 | 3.924 | 3.878 | 21 | 1  | 24             |
| 2002 | 2.790 | 2.532 | 13 | 1  | 244            |
| 2011 | 2.411 | 2.179 | 7  | -  | 225            |
| 2021 | 2.255 | 1.826 | 8  | -  | 421 (173 Roma) |

Die höchste Einwohnerzahl der heutigen Gemeinde – und gleichzeitig die der Rumänen – wurde 1956 ermittelt. Die höchste Bevölkerungszahl der Deutschen (29) wurde 1880, der Ungarn (170) 1900 und die der Roma (243) 2002 registriert.

## Sehenswürdigkeiten
- Die rumänisch-orthodoxe Kirche Sfântului Mare Mucenic Dimitrie, 1970–1975 errichtet.
- Die rumänisch-unierte Kirche
- Die Büste von Timotei Cipariu

## Partnerstädte
Sâncel unterhält Partnerschaften mit den Orten Nuelles und Saint-Germain-sur-l’Arbresle im Kanton L’Arbresle in Frankreich.

## Persönlichkeiten
- Timotei Cipariu (1805–1887), im eingemeindeten Dorf Pănade (Panagen) geboren, war ein rumänischer Philologe, Journalist und Professor der Philosophie und Theologie.